# Усть-Ветлужский могильник
Усть-Ветлужский (Юринский) могильник — археологический памятник, грунтовый могильник бронзового века, сейминско-турбинского типа. Расположен на левом берегу реки Волги, в районе места впадения в неё реки Ветлуги, рядом с марийским поселением Юрино. Открыт краеведом Шалаховым Евгением Геннадьевичем в ходе археологических разведок и сборов, предпринятых осенью 2000 года. Частично разрушен Чебоксарским водохранилищем.
Могильник состоит из двух частей: прибрежной площадки, расположенной непосредственно на берегу Волги, частично разрушенной абразивными процессами Чебоксарского водохранилища, а также площадки на холме, обнаруженной в 2004 году, расположенной к северу-востока от прибрежной, характеризуется более богатым инвентарем. Последнее относят к «княжеским» или «воинским» погребениям.
При раскопках обнаружены захоронения, медно-бронзовые и кремнёвые артефакты (бронзовые наконечники копий, топоры-кельты, ножи, чекан, тесло, наконечники стрел, браслеты и др.). Судя по анализу захоронений, население в указанном районе составляли носители сейминско-турбинских традиций, а также абашевско-покровских традиций. Возможность их взаимодействия отражает появление нового синкретического населения.